# Compromisso de 1850

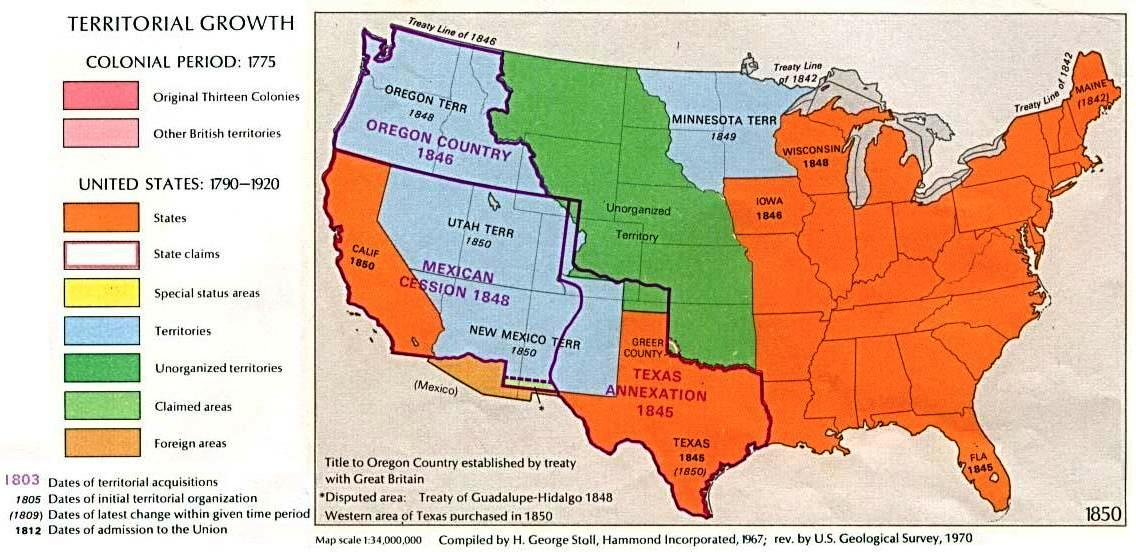
Estados e territórios dos Estados Unidos da América em 1850

O Compromisso de 1850 ou Compromisso Clay foi um conjunto de iniciativas legislativas levada a termo nos Estados Unidos no ano de 1850 para resolver uma série de tensões surgidas com a colonização da Califórnia, impulsionada pela chamada febre do ouro, e pela anexação de territórios depois da intervenção estadunidense no México (1846-1848), que deram lugar a conflitos territoriais e à discussão sobre a legalidade da escravidão nos novos estados.
Dentre as diversas leis fruto do citado compromisso destacam-se: a criação da Califórnia como um estado sem servidão, apesar de estar localizada na região Sul, onde segundo o Compromisso do Missouri deveria ser permitido o trabalho cativo; a lei do escravo fugido, segundo a qual um negro fugitivo em um estado sulista poderia ser perseguido em um estado nortista, podendo ser reclamada sua captura por uma simples declaração de seu proprietário, ficando as autoridades locais obrigadas na perseguição e captura. Outras leis se referiam à criação, delimitação de fronteiras, e existência de escravos nos novos estados do Texas e Novo México.